# Польский институт в Минске
Польский институт в Минске (пол. Instytut Polski w Mińsku, бел. Польскі інстытут у Мінску) — польское научно-культурное учреждение из сети польских институтов, основанное в 1994 году в Минске и находящееся в подчинении Министерства иностранных дел Польши.

## Миссия и деятельность
Миссия Института заключается в популяризации польской культуры, науки и искусства в Беларуси.
Институт организует многочисленные мероприятия: концерты, выставки, лекции, публичные чтения. Ежегодно институт реализует десятки различных проектов с участием художников, писателей, музыкантов, учёных из Польши и Беларуси.
В учреждении имеется публичная библиотека с читальным залом, где собраны книги и журналы на польском языке, белорусские переводы польских книг, а также коллекция польских фильмов и компакт-дисков с польской музыкой.
В число партнёров Института входит Национальная библиотека Беларуси.
При Польском институте на постоянной основе действуют курсы польского языка. Обучение проводят преподаватели белорусских высших учебных заведений и лекторы из Польши.
Директором Института является Цезарь Карпинский (пол. Cezary Karpiński), одновременно исполняющий обязанности советника-посланника Посольства Польши в Беларуси.